# NGC 2221
NGC 2221 ist eine Spiralgalaxie vom Hubble-Typ Sa im Sternbild Maler am Südsternhimmel. Sie ist schätzungsweise 104 Millionen Lichtjahre von der Milchstraße entfernt und hat einen Durchmesser von etwa 65.000 Lj. Gemeinsam mit NGC 2222 bildet sie ein gravitativ gebundenes Galaxienpaar.
Das Objekt wurde am 4. Dezember 1834 von John Herschel entdeckt.